# Orăștioara de Sus (gmina)
Orăștioara de Sus – gmina w Rumunii, w okręgu Hunedoara. Obejmuje miejscowości Bucium, Costești, Costești-Deal, Grădiștea de Munte, Ludeștii de Jos, Ludeștii de Sus, Ocolișu Mic i Orăștioara de Sus. W 2011 roku liczyła 2079 mieszkańców.